# Кватернерно изчезване
Кватернерното изчезване (от 2,588 ± 0,005 милиона години до наши дни) е периода, в който е наблюдавано изчезване на много предимно видове от мегафауната, което е довело до колапс на фаунистичната плътност и разнообразие и изчезването на ключови екологични пластове по целия свят. Най-видното събитие в късния плейстоцен се разграничава от предишните изчезвания от импулсната хипотеза (че големите промени в климата или екосистемата често водят до период на бързо изчезване и на възникване на нови видове) по това, че има широко разпространеното отсъствие на екологична приемственост, която да замести тези изчезнали видове, и големите, резки, постоянни изменения в структурата и функциите на екосистемите, климата или други сложни системи на установените преди това фаунистични връзки и местообитания като последица.
Името произлиза от периода Кватернер, последният от неозойската ера.